# 稚内ブルース (アルバム)
『稚内ブルース』（わっかない-）は、1971年（昭和46年）発売された日本のカヴァー・アルバムである。原みつるとシャネル・ファイブのファーストアルバムである。

## 概要・略歴
1971年（昭和46年）7月に、シングル「稚内ブルース」でデビューした「原みつるとシャネル・ファイブ」のファーストアルバムであり、同シングルからの2曲を除き、同時代のヒット曲をカヴァーしたアルバムである。全曲の編曲を船木謙一がおこなった。本アルバムは、1972年（昭和47年）に発売された近田春夫のバンド・ゴジラを中心にレコーディングされた洋楽のカヴァーアルバム『ROCK IMPULSE! ゴーゴー大パーティー』や、1976年（昭和51年）に近田春夫&ハルヲフォンを中心に企画された『リメンバー・グループ・サウンズ』など、当時のキングレコードが得意とする企画盤アルバムであり、新人であるシャネル・ファイブの演奏をよく知られた楽曲で聴かせる趣向のものである。
アルバムA面に採用された楽曲は、「稚内ブルース」の作詞・作曲を手がけた藤本卓也の初期の代表曲である矢吹健のデビューシングル「あなたのブルース」（1968年）や「うしろ姿」（1969年）といった歌謡曲から始まり、バーブ佐竹の「ネオン川」（1965年）といった古風なメロディの楽曲を経て、シャネル・ファイブに強く影響を与えたといわれる内山田洋とクールファイブのヒット曲「長崎は今日も雨だった」（1969年）へ至る「盛り場歌謡」の楽曲の数々である。
アルバムB面に採用された楽曲は、1965年（昭和40年）に公開された映画『網走番外地』（監督石井輝男、東映）の主題歌「網走番外地」、同年公開の映画『東京流れ者』（監督鈴木清順、日活）の主題歌で渡哲也（「東京流れ者」）と竹越ひろ子（「東京流れもの」）が共作した楽曲「東京流れもの」といった、作曲者不詳の俗謡や、戦前の1936年（昭和11年）に児玉好雄が歌い、1961年（昭和36年）に佐川ミツオ（佐川満男）がカヴァーしたヒット曲「無情の夢」、戦後間もない1949年（昭和24年）に三条町子が歌い、1964年（昭和39年）に大津美子がカヴァーしヒットした「かりそめの恋」といった、アナクロ調の曲のニューヴァージョンを目指した。
全曲を編曲した船木謙一は、大津美子のシングル「優雅なる求愛」や榎本美佐江のシングル「浜木綿小唄」（1971年）の作曲者である。
同アルバムはCD化されておらず、シャネル・ファイブ版「長崎は今日も雨だった」のみはCD化され、オムニバス・アルバム『昭和のうた5 -昭和41年 - 61年-』（1989年、キングレコード）に収録された。

## 収録曲
| 1. 稚内ブルース - オリジナル（デビューシングル） - 作詞・作曲藤本卓也、編曲船木謙一 2. うしろ姿 - 矢吹健 （1969年） - 作詞山口洋子、作曲藤本卓也、編曲船木謙一 3. あなたのブルース - 矢吹健 （1968年） - 作詞・作曲藤本卓也、編曲船木謙一 4. 港町ブルース - 森進一 （1969年） - 作詞深津武志、補作詞なかにし礼、作曲猪俣公章、編曲船木謙一 5. ネオン川 - バーブ佐竹 （1965年） - 作詞横井弘、作曲佐伯としを、編曲船木謙一 6. 女の意地 - 西田佐知子 （1965年） - 作詞・作曲: 鈴木道明、編曲船木謙一 7. 長崎は今日も雨だった - 内山田洋とクールファイブ（1969年） - 作詞永田貴子、作曲彩木雅夫、編曲船木謙一 | 1. 昭和女の子守唄 - オリジナル（シングル『稚内ブルース』のB面） - 作詞山口洋子、作曲藤本卓也、編曲船木謙一 2. 東京流れもの - 竹越ひろ子 （1965年） - 作詞永井ひろし、作曲不詳、編曲船木謙一 3. 網走番外地 - 高倉健 （1965年） - 作詞タカオカンベ、作曲不詳、編曲船木謙一 4. 女心の唄 - バーブ佐竹 （1964年） - 作詞山北由希夫、作曲吉田矢健治、編曲船木謙一 5. かりそめの恋 - 三條町子 （1949年）、大津美子 （1964年） - 作詞髙橋掬太郎、作曲飯田三郎、編曲船木謙一 6. 無情の夢 - 児玉好雄 （1936年）、佐川ミツオ （1961年） - 作詞佐伯孝夫、作曲佐々木俊一、編曲船木謙一 7. 夢は夜ひらく - 園まり （1966年） - 作詞中村泰士・富田清吾、作曲曽根幸明、編曲船木謙一 |

## 関連事項
- 1971年の音楽

## 註
1. ↑  本アルバム『稚内ブルース』（1971年、キングレコード）のジャケット、およびライナーの記述を参照。